# David Wingrove
David Wingrove (n. septembrie 1954, North Battersea, Londra) este un scriitor britanic de science fiction. Este cel mai cunoscut pentru seria de romane Chung Kuo (opt în total). Mai este cunoscut pentru trei romane din seria Myst (scrise împreună cu Rand și Robyn Miller).
1. ↑  David Wingrove, Internet Speculative Fiction Database, accesat în 9 octombrie 2017